# Hylopetes nigripes
Lo scoiattolo volante di Palawan (Hylopetes nigripes Thomas, 1893), noto anche col nome locale di bising, è uno scoiattolo volante endemico delle Filippine.

## Tassonomia
Attualmente, gli studiosi riconoscono due sottospecie di scoiattolo volante di Palawan:
- H. n. nigripes Thomas, 1893 (Palawan);
- H. n. elassodontus Osgood, 1918 (Bancalan, un'isola vicina a Balabac).

## Descrizione
Lo scoiattolo volante di Palawan raggiunge una lunghezza totale di circa 60 cm, metà dei quali costituiti dalla coda. Il colore della pelliccia è generalmente grigiastro, di tonalità variabile. La forma della testa è simile a quella degli altri scoiattoli, ma possiede occhi molto grandi, i quali costituiscono probabilmente un adattamento alla vita notturna. Come tutti gli scoiattoli volanti, possiede una membrana ricoperta di pelo, il patagio, estesa tra le zampe anteriori e quelle posteriori.

## Distribuzione e habitat
Come indica il nome, questo scoiattolo volante è endemico di Palawan e della più piccola isola meridionale di Bancalan, appartenente alla municipalità di Balabac. A Palawan, è presente soprattutto sui monti Victoria (municipalità di Aborlan), nella caverna di Tabon (municipalità di Quezon) e nella regione attorno al lago Manguao (municipalità di Taytay). Vive nelle foreste pluviali, sia primarie che secondarie, di Dipterocarpacee; si incontra soprattutto in pianura, ma non è raro neanche nelle foreste montane.

## Biologia
Lo scoiattolo volante di Palawan nidifica nelle cavità dei grandi alberi. Si nutre soprattutto di noci, ma anche di frutta e giovani germogli; disperdendo i semi gioca un ruolo molto importante nel proprio ecosistema.

## Conservazione
Dal momento che spesso compie incursioni nei campi di mais, zucche e fagioli, lo scoiattolo volante di Palawan è considerato nocivo dagli agricoltori, e per questo motivo viene perseguitato. La sua popolazione, ancora abbastanza numerosa, è minacciata soprattutto dalla crescente deforestazione, ed è per questo che la IUCN colloca la specie tra quelle prossime alla minaccia.